# Aequorlitornithes
Aequorlitornithes là một nhánh chứa các loài chim nước được phục hồi trong một nghiên cứu hệ thống bộ gen bao hàm toàn diện sử dụng gần 200 loài chim vào năm 2015. Nó chứa các nhánh Charadriiformes (choi choi, dẽ, choắt), Mirandornithes (hồng hạc và chim lặn) và Phaethoquornithes (Eurypygimorphae cùng Aequornithes). Tuy nhiên, cần lưu ý rằng một số các nghiên cứu trước đó lại tìm thấy các vị trí khác biệt cho các nhánh trong cây phát sinh chủng loài vẽ ở đây.

## Phát sinh chủng loài
|  | Mirandornithes (hồng hạc và chim lặn) |
|  |                                       |
|  | Charadriiformes (chim lội)            |
|  |                                       |

|  | Eurypygimorphae (chim nhiệt đới,...)                   |
|  |                                                        |
|  | Aequornithes (chim cánh cụt, hạc, hải âu, bồ nông,...) |
|  |                                                        |

|  | Mirandornithes (hồng hạc và chim lặn) |
|  |                                       |
|  | Charadriiformes (chim lội)            |
|  |                                       |

|  | Eurypygimorphae (chim nhiệt đới,...)                   |
|  |                                                        |
|  | Aequornithes (chim cánh cụt, hạc, hải âu, bồ nông,...) |
|  |                                                        |